# 土佐藩

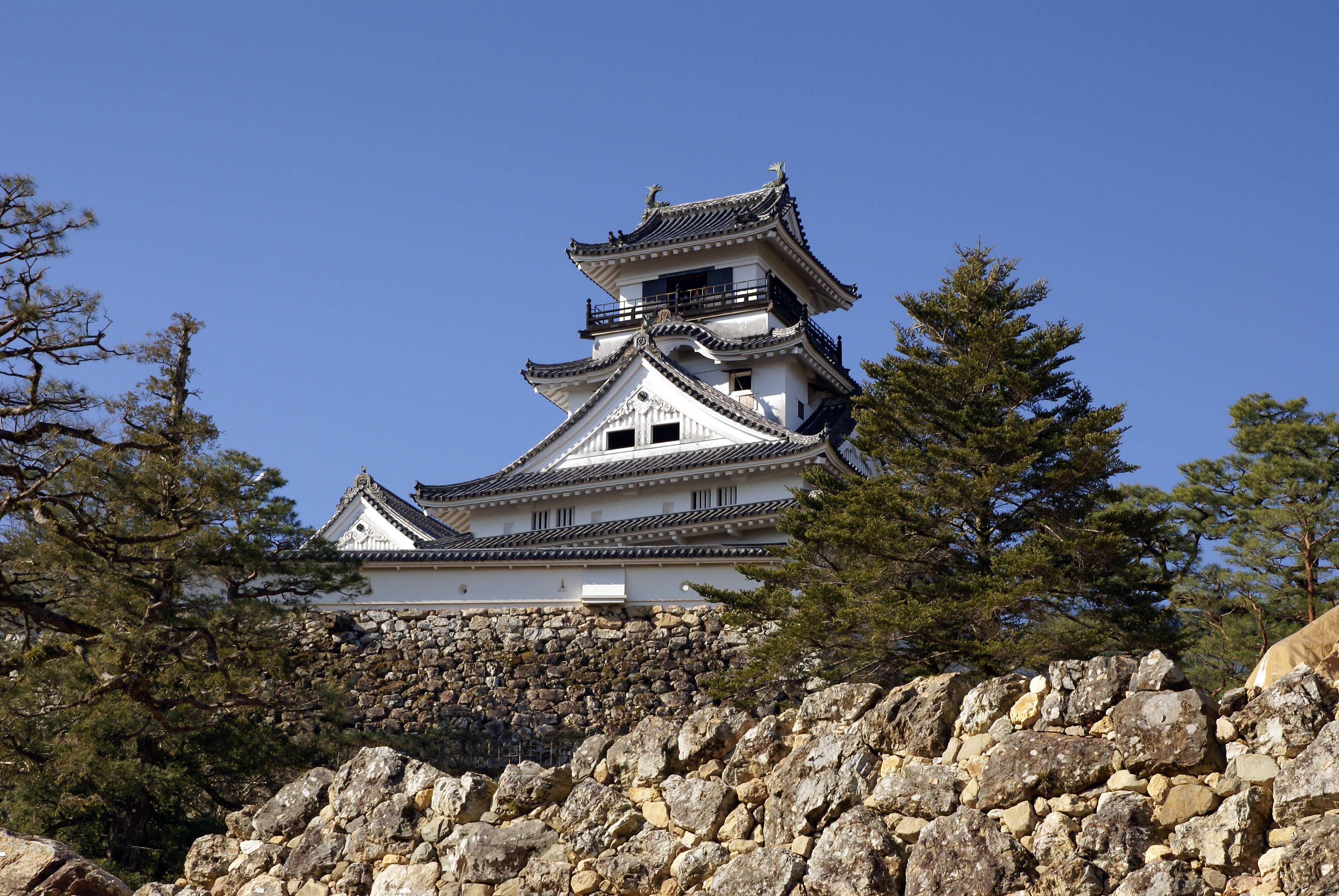
土佐藩の居城・高知城

土佐藩（とさはん）は、廃藩置県以前に土佐国（現在の高知県）一円を領有した外様藩。明治初年の正式名称は高知藩（こうちはん）。藩庁は高知城（高知市）にあった。大広間詰国持大名。一貫して山内家が支配した。

山之内氏が用いた家紋『土佐柏（とさかしわ）』

## 藩史
土佐藩の領域は戦国時代末期には長宗我部家が統治していたが、長宗我部盛親は慶長5年（1600年）の関ヶ原の戦いにおいて西軍に与して改易となった。この合戦において徳川家に味方した遠江掛川城主・山内一豊が、新たに土佐国20万2600石を与えられた。以降、明治時代初頭まで山内家が治めた。
当初、「一領具足」と呼ばれた半農半兵の長宗我部家旧臣が、山内氏に馴染まずに反乱を繰り返したため、山内家は藩内の要衝に重臣を配して反乱に備えた。中村の山内康豊（2万石）を始め、佐川に深尾重良（1万石）、宿毛に山内可氏（7000石）、窪川に山内一吉（5000石）、本山に山内一照（1300石）、安芸に五藤為重（1100石）を配している。
当初、一豊は長宗我部家（浦戸藩）の旧城である浦戸城に入城したが、城下町を開くには狭かったため、現在の高知市中心部に高知城と城下町の建設を行った。藩政が確立したのは2代山内忠義の時代で、忠義は野中兼山を登用して新田開発など殖産興業に努めたが、兼山の強引な施策は政敵の恨みを買って失脚する。
藩財政は江戸時代中期頃までは比較的安定的に推移したが、宝暦期（1751年 - 1764年）以降、一揆、農民の他領への逃散など藩政には動揺が見られた。9代・山内豊雍による質素倹約を基本とする藩政改革（天明の改革）が行われ、藩政はやや立ち直った。さらに13代・山内豊熈は「おこぜ組」と呼ばれる馬渕嘉平を中心とする改革派を起用して、藩政改革に乗り出したが藩閥派の敵対により失敗した。
幕末には、15代豊信（容堂）が吉田東洋を起用して改革を断行した。東洋は保守派門閥や郷士の反感を買い、武市瑞山を中心とした土佐勤王党によって暗殺された。後に勤王党は実権を回復した容堂（豊信）の報復を受け、瑞山の切腹や党員が処刑されるなど弾圧解散された。なお、上士勤王派から板垣退助や、東洋の門下からは後藤象二郎や岩崎弥太郎ら明治時代を代表する人物を、また、郷士からは坂本龍馬や中岡慎太郎など優れた人材が輩出された。坂本や後藤を通じて容堂から15代将軍徳川慶喜へ献策された大政奉還により、江戸幕府の歴史が閉じられた。土佐藩は薩長土肥の一角をなし、時代転換の大きな役割を演じた。
明治4年（1871年）、廃藩置県により高知県となった。山内氏は明治17年（1884年）の華族令により侯爵に列せられた。

### 土佐藩における郷士制度
山内家の土佐入封時、掛川城主時代までの家臣（板垣退助らの家系）や土佐入封の翌年に大坂牢人を取り立てたもの（後藤象二郎らの家系）を上士とし、土佐にいた郎党・地侍を郷士としたと説明されることがあるが、実際には有能な人材であれば、長宗我部旧臣であっても郷士ではなく、最初から上士として召抱えられた場合が多数存在する（以下に実例を挙げる）。また、郷士であっても上士待遇の「白札郷士」とされた場合もあり、郷士から「白札郷士」に出世できる制度も存在し、司馬遼太郎の歴史小説などにしばしば見られるような「旧長曽我部家臣は、郷士にされ差別的待遇を受けた」と言う類いの短絡な説や「相撲大会と称して種崎に郷士を集め虐殺した」等の話は史実とは異なる。武市半平太は祖父の代より白札郷士であったし、坂本龍馬の大叔父の宮地家なども「庄屋→郷士→白札郷士(上士)」と家格が上がった家である。幕末期には、家老格、中老格、馬廻格、小姓格、留守居格を以て上士を構成した。
郷士は、基本的には在郷武士であり、土佐藩においては下士の上位に位置づけられていた。関ヶ原の戦い以前の旧領主である、長宗我部家遺臣のうち、半農半兵であった一領具足の系譜を引く者が多く、慶長18年（1613年）香美郡山田村の開発で取り立てられた慶長郷士がこの制度の端緒となり、その後、新田等の開発を行うたびに取り立てられてきた。これらは、長宗我部遺臣の不満を解消し、軍事要員として土佐藩の正式な体制に組み込むとともに、新田開発による増収を狙ったものであった（江戸幕府は、大名統制策として様々な普請を外様大名を中心に請け負わせており、また、地理的条件から土佐藩の江戸参勤に掛かる費用も莫大であったことから、土佐藩では早くから増収策に熱心であった）。郷士1人当たりの開発許可面積は、だいたい3町ほどであった。なお、長宗我部家遺臣のうち、山内家への仕官に応じた名家は土佐入封前からの家臣同様、上士に属した。
時代が進み、江戸時代中期には商品経済が農村部まで浸透し始める。すると、困窮苦からか、生活のために郷士の身分を譲渡するようになった。当初は武士身分の者への譲渡（このケースは耕作地の売却が主）であったが、次第に、豪農・豪商が郷士株を買って、郷士となる者が現れている（郷士の多様化）。
元禄期には郷士も公役に就くことが出来るようになり、下級役人として活躍する者も出てきた。幕末には郷士総数は800人を数えた。うち、370人が大組と呼ばれ、おのおのが家老に属しており、御預郷士と呼ばれた。残り430人が小組と呼ばれ6隊を構成し、駆付郷士として、非常時に規定の場所で海防に従事していた。
多くの郷士は農村や山間部に居住していたが、上士居住地である郭中以外の上町・下町に居住する者もいたようである（→坂本龍馬の家が一例である）。
郷士に対し寛大だった人物として知られる板垣退助と後藤象二郎は竹馬の友で佐々木高行を含めて勤王精神が顕著であったため、明治維新後、土佐の精神を代表する土佐三伯と呼ばれた。
長宗我部旧臣系の上士
- 北川氏 - 北川筑前、同弟・北川玄蕃の子孫
- 吉田氏 - 吉田東洋、吉田正春
- 武市氏 - 武市正恒、武市瑞山
- 宮地氏 - 宮地信貞（坂本龍馬の大叔父）、宮地茂春
- 大黒氏 - 大黒清勝（無双直伝英信流居合宗家）
- 池田氏・林氏 - 林政誠、池田政承（無双直伝英信流居合宗家）
- 谷氏 - 谷秦山、谷干城
- 本山氏 - 本山茂任
- 明神氏 - 明神善秀
- 鹿持氏 - 鹿持雅澄
- 小谷氏 - 小谷正臣（板垣退助の妻の父）
- 松田氏

### 土佐藩の石高
16世紀末、太閤検地の際に長宗我部家が届け出た土佐国の石高は9万8000石に過ぎなかった。山内一豊は土佐入国後に再度算定し、慶長10年（1605年）に20万2600石余りと届け出た。
元和元年（1615年）、阿波徳島藩が淡路国の加増によって表高が17万石余から25万7000石になると、土佐藩は対抗したかのように「25万7000余石」を申告する。これは、石高を高く申告すると、幕府による大工事などで大幅に負担が増えることとなるにもかかわらず、四国一の大名であろうとした見栄が原因である。ただし、幕府はこの申告を認めず、朱印状は従来のまま「20万2600石余」であった。その後、新田開発が進んだ結果、明治3年（1870年）の廃藩置県前には本田地高とほぼ同規模の新田があり、本・新田は計49万4000石余に達していたとされる。
ちなみに「24万2000石」と称されるが、これは宝永年間以降の武鑑などに基づく俗聞である。

## 藩邸

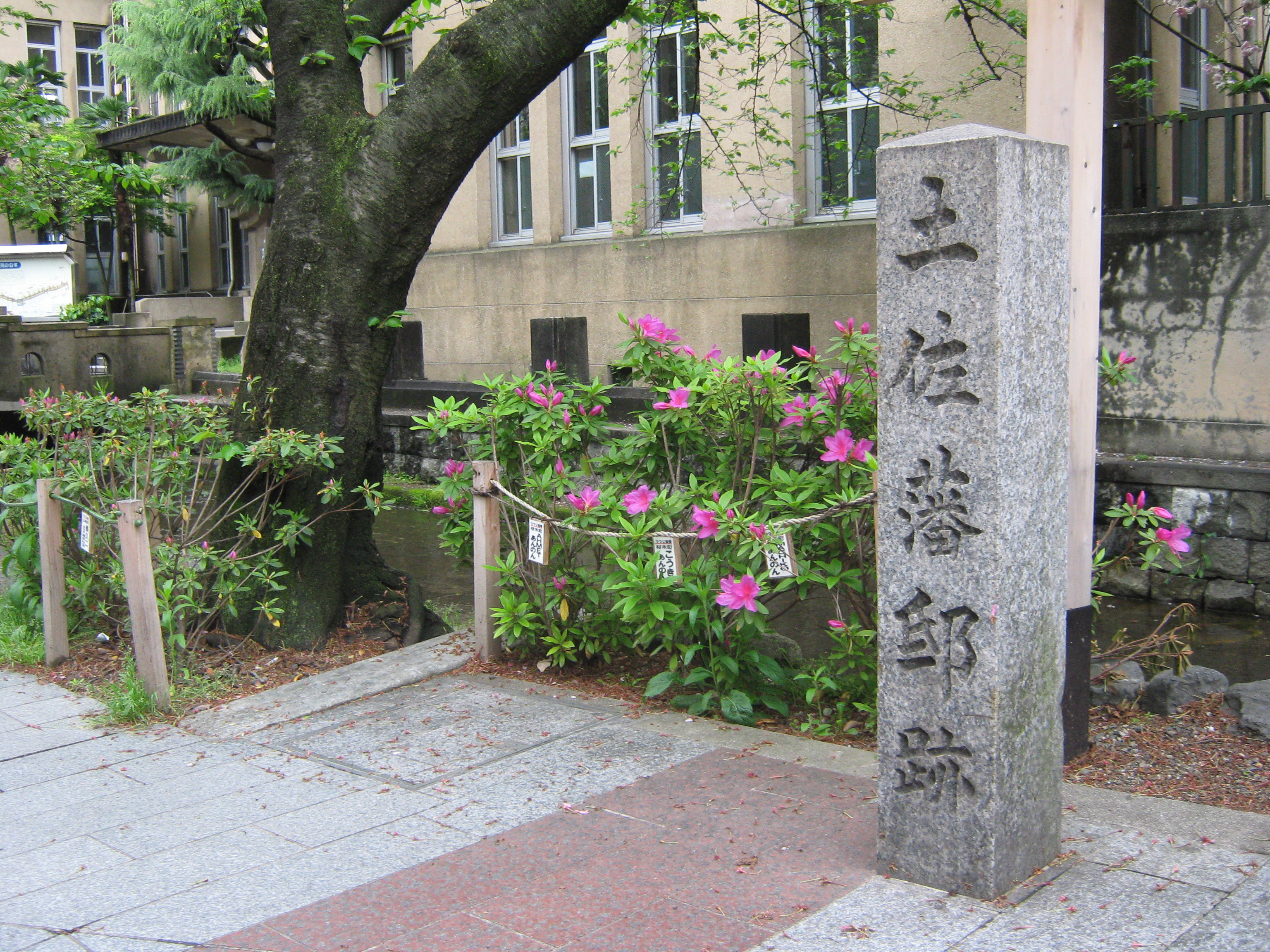
土佐藩邸跡　京都三条木屋町下ル

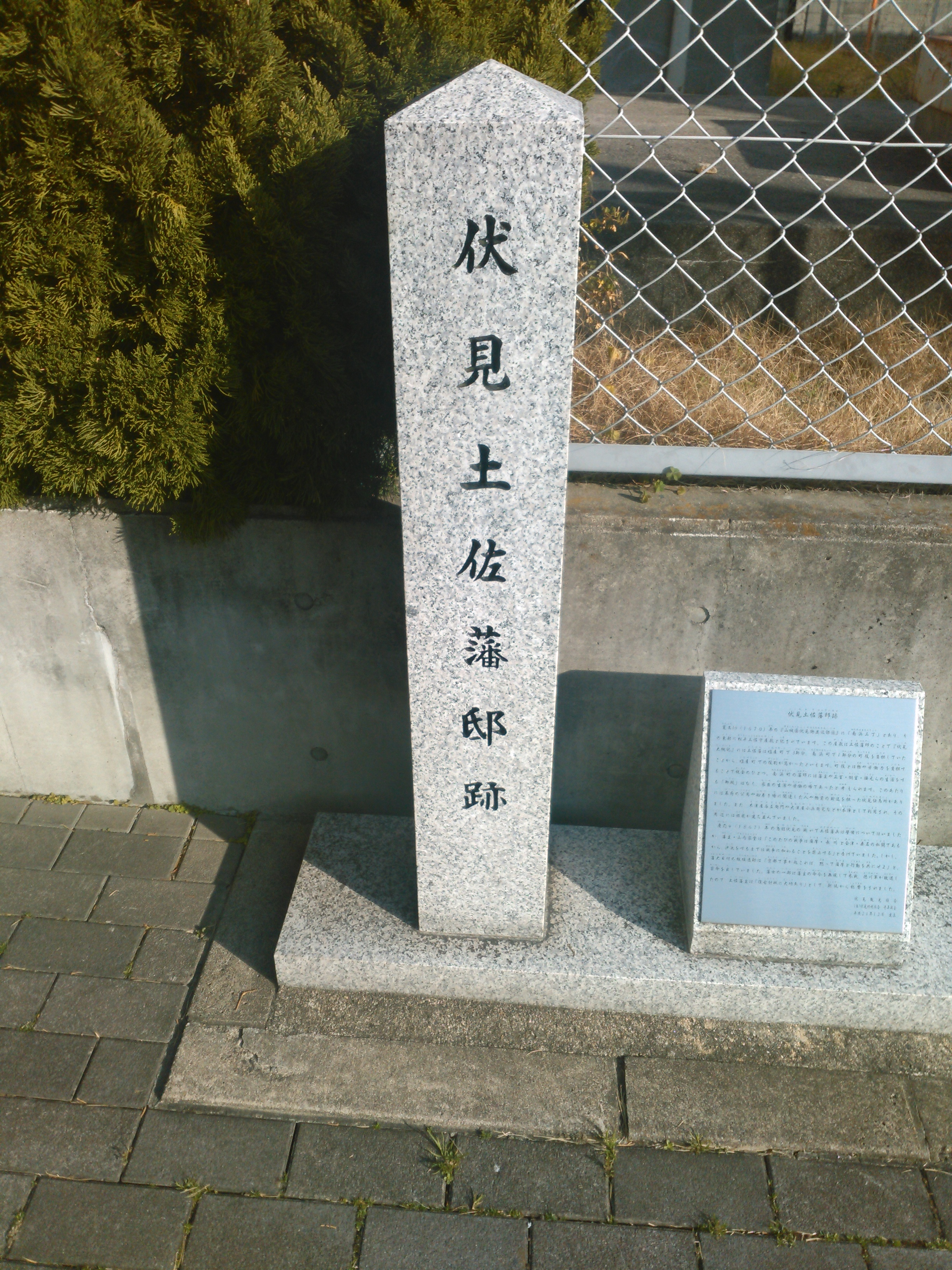
伏見土佐藩邸跡 京都市伏見区

江戸藩邸は幕末には上屋敷は鍛冶屋町に、中屋敷は白金と日比谷御門内2か所、下屋敷は品川大井、木挽町築地、巣鴨辻町の3か所があった。京都藩邸は四条通河原町に、大坂藩邸は長堀白髪町、伏見藩邸は京橋にあった。

## 藩校
- 教授館 - 1759年（宝暦9年）12月に開設。武家の15歳から40歳を対象に義務制とした。はじめは四書五経や和漢の史書をテキストとし、後に剣、槍、弓、砲術なども教えた[2]。
- 致道館 - 幕末の1862年（文久2年）、吉田東洋の改革により文武館として開設。儒学のみでなく、西洋式軍備も教えた。1865年（慶応元年）に致道館と改称[3]。廃藩置県後に廃止。かつての表門が武道館正門として遺っている。

## 菩提寺
本国における菩提寺は、曹洞宗の日輪山真如寺である。なお、江戸で藩主や家臣が死去した際に使う菩提寺は貝塚にあった曹洞宗万年山青松寺であり、同寺は長州藩も菩提寺としていた。

## 歴代藩主
- 山内家

外様 20万2600石
| 代 | 氏名                       | 肖像 | 官位                  | 在職期間                            | 享年 | 備考                   |
| -- | -------------------------- | ---- | --------------------- | ----------------------------------- | ---- | ---------------------- |
| 1  | 山内一豊 やまうち かつとよ |      | 従四位下 土佐守       | 慶長5年 - 慶長10年 1600年 - 1605年  | 60   |                        |
| 2  | 山内忠義 やまうち ただよし |      | 従四位下 侍従         | 慶長10年 - 明暦2年 1605年 - 1656年  | 73   | 一豊の同母弟・康豊の子 |
| 3  | 山内忠豊 やまうち ただとよ |      | 従四位下 対馬守       | 明暦2年 - 寛文9年 1656年 - 1669年   | 59   |                        |
| 4  | 山内豊昌 やまうち とよまさ |      | 従四位下 土佐守       | 寛文9年 - 元禄13年 1669年 - 1700年  | 59   |                        |
| 5  | 山内豊房 やまうち とよふさ |      | 従四位下 土佐守       | 元禄13年 - 宝永3年 1700年 - 1706年  | 34   | 新橋山内家・一俊の子   |
| 6  | 山内豊隆 やまうち とよたか |      | 従四位下 土佐守       | 宝永3年 - 享保5年 1706年 - 1720年   | 46   |                        |
| 7  | 山内豊常 やまうち とよつね |      | 従四位下 土佐守       | 享保5年 - 享保10年 1720年 - 1725年  | 14   |                        |
| 8  | 山内豊敷 やまうち とよのぶ |      | 従四位下 土佐守       | 享保10年 - 明和4年 1725年 - 1768年  | 55   | 一門・山内規重の子     |
| 9  | 山内豊雍 やまうち とよちか |      | 従四位下 土佐守       | 明和4年 - 寛政元年 1768年 - 1789年  | 39   |                        |
| 10 | 山内豊策 やまうち とよかず |      | 従四位下 土佐守       | 寛政元年 - 文化5年 1789年 - 1808年  | 52   |                        |
| 11 | 山内豊興 やまうち とよおき |      | 従五位下 土佐守       | 文化5年 - 文化6年 1808年 - 1809年   | 15   |                        |
| 12 | 山内豊資 やまうち とよすけ |      | 従四位下 右近衛少将   | 文化6年 - 天保14年 1809年 - 1843年  | 77   |                        |
| 13 | 山内豊熈 やまうち とよてる |      | 従四位下 侍従         | 天保14年 - 嘉永元年 1843年 - 1848年 | 33   |                        |
| 14 | 山内豊惇 やまうち とよあつ |      | 土佐守                | 嘉永元年 1848年                     | 24   |                        |
| 15 | 山内豊信 やまうち とよしげ |      | 正二位 権中納言       | 嘉永元年 - 安政6年 1848年 - 1859年  | 44   | 南邸山内家・豊著の子   |
| 16 | 山内豊範 やまうち とよのり |      | 従四位下 左近衛権少将 | 安政6年 - 明治4年 1859年 - 1871年   | 40   |                        |

## 明治以降の山内家当主
1. 豊景
2. 豊秋
3. 豊功

## 支藩
- 土佐中村藩
- 土佐新田藩

## 家老
- 深尾氏（土佐佐川領1万石・藩主一門）… 維新後、男爵を授けられる

```
深尾重良
＝
重昌
（
忠義
の弟）－
重照
－
重方
－
繁峯
－
茂澄
－
繁寛
－
重世
－
重敬
－
重先
－
重愛
－
重孝
－
隆太郎
－
重光
－
重興
```

- 伊賀(山内)氏（土佐宿毛城領6800石・藩主一門・山内姓を称す）… 維新後、伊賀に復姓して男爵を授けられる

```
山内可氏
（一豊の姉の子）－
定氏
－
節氏
－
倫氏
－
晴氏
＝
郷俊
－
氏篤
＝
保氏
－
氏睦
＝
氏固
－
氏理
－
氏成
＝
氏広
（
豊信
の甥）－
氏英
```

- 窪川山内氏（土佐窪川領5000石・山内姓を称す）

```
山内一吉
（林勝吉）－
勝久
－
勝政
－
勝定
－
勝知
－
勝興
```

- 山内氏（土佐中村城主2万石・藩主一門）

```
山内康豊
（
一豊
の弟）- 
政豊
```

- 山内氏（1500石・藩主一門）… 維新後、男爵を授けられる
- 五藤氏（土佐安芸領1100石・尾張時代からの重臣）

```
五藤為重
－
正友
－
正範
－
正久
－
正量
－
正全
－
正順
－
正保
＝
正身
（正保の弟）－
正形
```

- 祖父江氏（1000石・尾張時代からの重臣）

```
祖父江勘左衛門
＝
祖父江一秀
（勘左衛門の側室の連れ子）
```

- 永原（山内）氏（土佐本山領1300石・近江長浜時代からの重臣）

```
永原一照
（山内刑部）－
山内但馬
（後に改易され佐川深尾氏に預けられる）－山内姓を返上し、以後長男
一長
の家系は深尾氏家臣となり、次男
正行
の家系は
乾（板垣）氏
として存続する。
```

- 乾（土岐）氏（4500石・播磨時代からの重臣）

```
乾和宣
－
和信
＝
和三
（和信の弟）－
和成
 以後幕末まで続き、幕末に土岐姓に復す。
```

- 福岡氏（家臣）… 維新後、分家が子爵を授けられる

```
福岡干孝
 - 
孝序
 - 
孝克
 - 
孝純
 - 
孝友
 - 
孝幹
 - 
孝則
 - 
孝安
 - 
孝察
 - 
孝茂
 - 
孝順
 - 
孝弟
 - 
孝猪
 - 
孝沼
```

- 野中氏（藩主一門）

```
野中直継
（父の従兄弟）＝
兼山
（一豊の妹の孫）
```

## 幕末の領地
1870年（明治3年）に編入した高知新田藩領も含む。
- 土佐国一円
  - 安芸郡 - 47村
  - 香美郡 - 30村
  - 長岡郡 - 38村
  - 土佐郡 - 23村
  - 吾川郡 - 40村
  - 高岡郡 - 61村
  - 幡多郡 - 109村

上記のほか、明治維新後に胆振国勇払郡、千歳郡、石狩国夕張郡、千島国蘂取郡を管轄したが、後に蘂取郡は仙台藩に移管された。また、伊予国宇摩郡23村、新居郡6村、桑村郡4村、越智郡8村、風早郡3村の幕府領を預かったが、伊予松山藩に編入された。
その他、高知新田藩が上総国夷隅郡2村、武射郡1村を管轄したが、それぞれ安房上総知県事を経て、前者は大多喜藩、後者は柴山藩に編入された。

## 参考資料
- 児玉幸多・北島正元監修『藩史総覧』（新人物往来社、1977年）
- 森口幸次編『土佐藩御役人帳 第一巻』 高知市民図書館、1989年
- 『別冊歴史読本㉔ 江戸三百藩 藩主総覧 歴代藩主でたどる藩政史』新人物往来社、1997年 ISBN 978-4404025241
- 中嶋繁雄『大名の日本地図』2003年 ISBN 978-4166603527
- 渡部淳『検証・山内一豊伝説』講談社現代新書、2005年 ISBN 978-4061498129